# Гарнер, Франсуаза
Франсуаза Гарнер (фр. Françoise Garner, 17 октября 1933 года — 6 марта 2024 года) — французская певица, сопрано. С 1970-х годов выступала в ведущих оперных театрах Европы; одна из немногих французских певиц, владеющих бельканто.

## Биография
Франсуаза Гарнер родилась в Нераке, департамент Ло и Гаронна, 17 октября 1933 года. Её бабушка и дедушка по материнской линии были там торговцами. С семьёй родителей в возрасте пяти лет переехала в Париж, но до 20-летнего возраста она регулярно возвращалась на родину на каникулы. Летом она посещала оперы в Театре Вердюр де Ла Гаренн.
Сначала Гарнер изучала музыковедение в Парижской консерватории у Марселя Самюэля-Руссо. Осознав свой голос, она сосредоточилась на пении. Продолжила обучение в Национальной академии Санта-Чечилия в Риме у Рашели Маральяно-Мори, затем в Моцартеуме в Зальцбурге у Рудольфа Баумгартнера. Закончила обучение у Абрами в Милане.
Гарнер дебютировала в Opéra-Comique в 1963 году на мировой премьере «Последнего дикаря» Менотти. Затем выступала в роли Розины в «Севильском цирюльнике» Россини, исполнила главную роль в «Лакме» Делиба, Олимпию в «Сказках Гофмана» Оффенбаха и Лейлу в «Искателях жемчуга» Бизе; в Парижской опере — главную роль в «Лючии ди Ламмермур» Доницетти и Джильду в «Риголетто» Верди, позже — графиню Адель в «Графе Ори» Россини в 1976 году и несколько ролей в «Дитя и волшебство» Равеля, поставленном Хорхе Лавелли в 1979 году. В 1971 году она появилась в роли Царицы ночи в «Волшебной флейте» Моцарта на фестивале в Экс-ан-Провансе.
Франсуаза Гарнер сделала международную карьеру начиная с 1970-х годов; в 1977 году она появилась в роли Маргариты в «Фаусте» Гуно в миланском театре «Ла Скала» (постановщиком был Жан-Луи Барро, дирижёром — Жорж Претр). Она выступала в Большом театре Женевы в 1980 году, в заглавной роли в «Анне Болейн» Доницетти в барселонском «Лисео» в 1982 году и в театре Карло Феличе в Генуе в 1983 году. Она появилась в заглавной роли в «Норме» Беллини в Королевской опере Валлонии в 1984 году и исполнила роль Саломеи в «Иродиаде» Массне на фестивале Orange в 1987 году.
Она появилась в Метрополитен-опера в Нью-Йорке в роли Констанцы в «Похищении из сераля» Моцарта в 1984 году и Эльвиры в «Пуританах» Беллини в 1986 году. Выступала в роли Нормы в Сиднейской опере, а также в заглавных ролях в «Ромео и Джульетте» Гуно и «Мадам Баттерфляй» Пуччини на Арене Вероны.
Гарнер, сначала певшая колоратурным сопрано, развилась до лирического сопрано, что позволило исполнить заглавную роль в «Травиате» и Леонору в «Трубадуре» Верди и Лю в «Турандот» Пуччини, и, наконец, в более драматических ролях, таких как «Тоска» Пуччини. Гарнер продолжала петь ведущие партии во французских региональных театрах. Она исполнила партию Нормы в 1992 году.
После ухода со сцены Франсуаза Гарнер жила в Ниме, где и умерла 6 марта 2024 года в возрасте 90 лет.